# 7e corps mécanisé de la Garde
Pour les articles homonymes, voir 7e corps, 2e corps et 7e division.
Le 7e corps mécanisé de la Garde (russe : 7-й гвардейский механизированный корпус) est un corps mécanisé de l'Armée rouge pendant la Seconde Guerre mondiale.
Il est créé en 1942 sous le nom 2e corps mécanisé et devient le 7e corps mécanisé de la Garde en 1943. Après la capitulation allemande, le corps est renommé 7e division mécanisée de la Garde. Cette dernière devient la 11e division de fusiliers motorisés de la Garde en 1957.

## Historique
Le 2e corps mécanisé commence à être formé en septembre 1942 sur la base de la directive du commissariat du peuple à la Défense n° 1104308ss du 8 septembre 1942. Il est composé de trois brigades mécanisées (18e, 34e et 43e) et de deux brigades de chars (33e et 36e). La 36e brigade de chars quitte le corps au printemps 1943.
Le corps rejoint le combat au sein de la 43e armée du front de Kalinine, après quoi il est presque immédiatement inclus dans la 3e armée de choc. En avril 1943, le corps est placé dans la réserve de la Stavka et en mai de la même année, il passe à la 3e armée de la Garde puis à la 2e armée de chars en septembre de la même année. Le corps combat lors de la bataille de Velikié Louki et de l'opération Koutouzov.
Le commandant du corps est le major-général (puis lieutenant-général) Ivan Kortchaguine (en).
Par ordre du commissariat à la Défense n° 0404 du 26 juillet 1943, le 2e corps mécanisé est transformé en 7e corps mécanisé de la Garde en récompense de ses succès militaires. Les trois brigades mécanisées prennent les numéros 24e, 25e et 26e de la Garde et la 33e brigade de chars devient la 57e brigade de la Garde.
Le lieutenant-général Kortchaguine continue de commander le corps jusqu'à la fin de la guerre. Le corps reçoit le titre honorifique « de Nejine » (en russe : Нежинский) le 15 septembre 1943 pour son rôle dans la libération de cette ville,. Le 7e corps mécanisé de la Garde combat lors de la bataille du Dniepr (automne 1943) jusqu'en décembre 1943, date à laquelle le corps est placé dans la réserve de la Stavka. Le 2 août 1944, le corps reçoit le titre honorifique « du Kouzbass » (en russe : Кузбассовский) pour remercier les collectes faites par les ouvriers de cette région industrielle,. Ce n'est qu'en septembre 1944 que le corps est transféré au 3e front biélorusse, et à partir de janvier 1945 au 1er front ukrainien, au sein duquel il termine à la guerre. Le Corps combat lors de l'offensive Vistule-Oder, de l'offensive de Basse-Silésie et de la bataille de Berlin . Il subit un revers majeur fin avril 1945 sur le flanc sud du front lors d'une contre-attaque des troupes allemandes, lorsqu'une partie du corps est encerclée et détruite.
Le corps reçoit l'ordre de Souvorov, 2e classe, le 5 juin 1945
Par une directive du 7 septembre 1945, le corps (numéro d'unité militaire 95952) est réduit à la 7e division mécanisée de la Garde. Cette division fait partie de la 4e armée mécanisée de la Garde du groupement sud des forces armées soviétiques,, et est stationnée à l'Olympisches Dorf à Berlin. La division est principalement constituée des 24e, 25e et 26e régiments mécanisés de la Garde et des 57e et 84e régiment de chars de la Garde.
Le 30 avril 1957, la 11e division de fusiliers motorisés de la Garde est créée sur la base de la 7e division. 